# Nod-like receptor

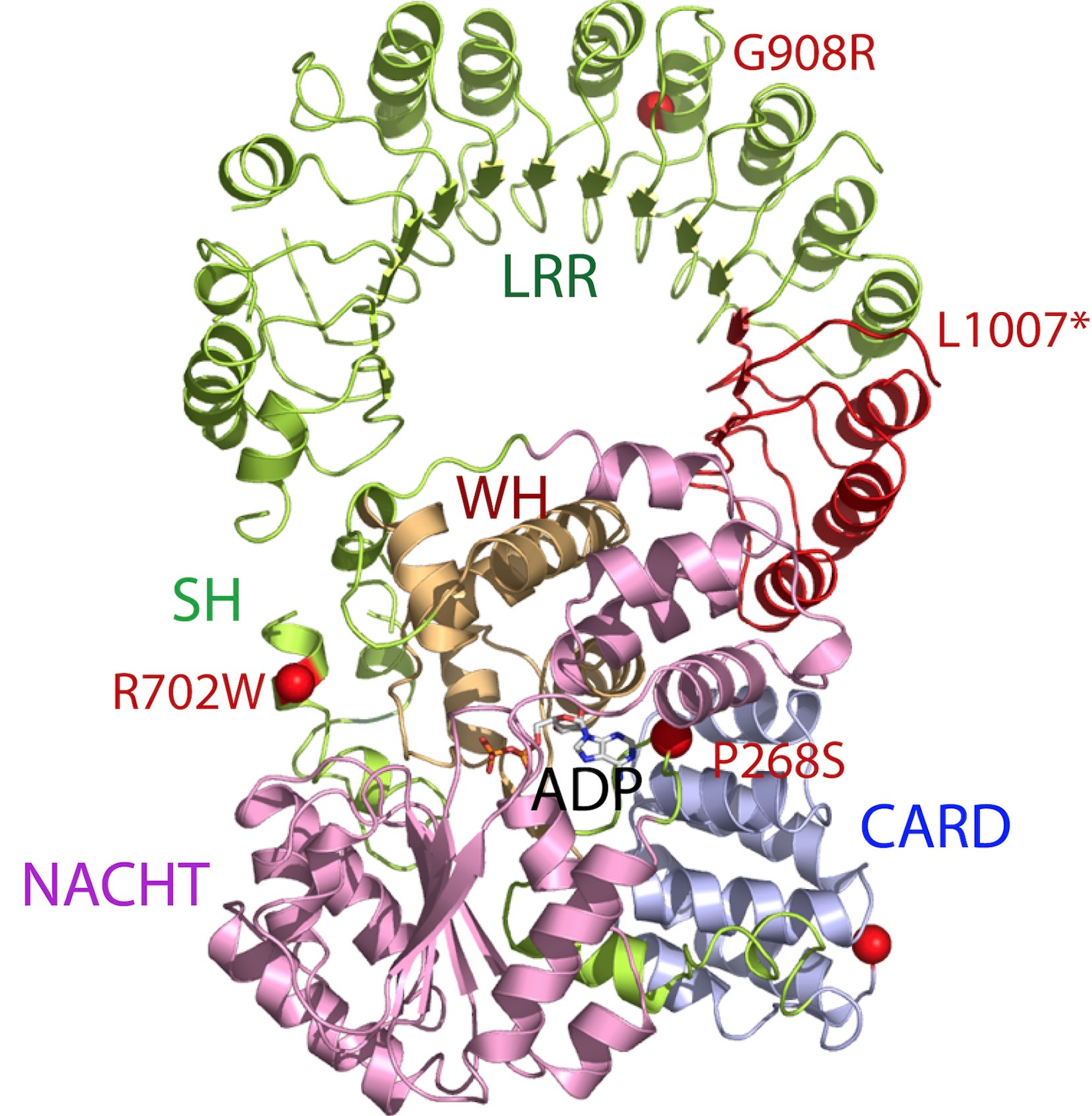
Structuur van Nod-like receptor 2, met evolutionair geconserveerde delen aangegeven

De Nod-like receptoren (NLRs) of Nod-eiwitten vormen een groep van intracellulaire pattern recognition receptors. Ze worden tot expressie gebracht door verschillende celtypen van het aangeboren immuunsysteem, zoals dendritische cellen en macrofagen. Nod-like receptoren zijn in staat om onderdelen van grampositieve bacteriën te herkennen (peptidoglycaan of andere celwandcomponenten). Net als bij de Toll-like receptoren heeft binding aan Nod tot gevolg dat de cellen onder andere cytokinen en chemokinen gaan produceren. Ze alarmeren daarmee het immuunsysteem dat er een infectie gaande is. 
De belangrijkste Nod-like receptoren in de mens zijn Nod1 en Nod2. Ze vormen een frontlijn van de antibacteriële afweer. Het belang van Nod-eiwitten wordt geïllustreerd door het feit dat mutaties in het gen voor Nod2 sterk geassocieerd zijn met de ziekte van Crohn – een chronische darmontsteking die vermoedelijk wordt veroorzaakt door een bacteriële infectie. 
Nod-like receptoren zijn zeer sterk geconserveerd in de evolutie. Er zijn homologen bekend in ongewervelde dieren, schimmels en planten.